# セイララ・ラム
セイララ・ラム（Seilala Lam、1989年2月18日 - ）は、プロD2・USAペルピニャンに所属するラグビーユニオン選手。

## プロフィール
- ニュージーランド・ハミルトン出身。
- ポジションはフッカー(HO)。
- 身長 183cm、体重 102kg
- U20オーストラリア代表に選ばれたことがある[1]。
- サモア代表キャップは23（2023年8月現在）でワールドカップ2019・2023のサモア代表に選ばれた[2][3]。

## 略歴
ランドウィック、イースタン・サバーブ、キャンベラ・ヴァイキングズ、USONヌヴェールを経て、2017年、USAペルピニャンに加入。